# Moersloot
De Moersloot is een voormalig interprovinciaal waterschap in de Nederlandse provincies Groningen en Drenthe.
Het schap verzorgde de waterhuishouding van gronden die afwaterden op de beek de Runde. Het schap onderhield ook enkele wegen.
Waterstaatkundig gezien ligt het gebied sinds 2000 binnen dat van het waterschap Hunze en Aa's.